# Monte Carlo Masters 2025 - Qualificazioni singolare
Le qualificazioni del singolare maschile del Monte Carlo Masters 2025 sono state un torneo di tennis preliminare per accedere alla fase finale della manifestazione. I vincitori dell'ultimo turno sono entrati di diritto nel tabellone principale. In caso di ritiro di uno o più giocatori aventi diritto a queste sono subentrati i lucky loser, ossia i giocatori che hanno perso nell'ultimo turno ma che avevano una classifica più alta rispetto agli altri partecipanti che avevano comunque perso nel turno finale.

## Teste di serie
1. Zizou Bergs (primo turno)
2. David Goffin (ultimo turno)
3. Jaume Munar (primo turno)
4. Mariano Navone (qualificato)
5. Benjamin Bonzi (primo turno)
6. Camilo Ugo Carabelli (qualificato)
7. Francisco Comesaña (primo turno)

1. Bu Yunchaokete (qualificato)
2. Mattia Bellucci (ultimo turno)
3. Hamad Međedović (ultimo turno)
4. Arthur Rinderknech (ultimo turno)
5. Corentin Moutet (qualificato)
6. Aleksandar Vukic (primo turno)
7. Aleksandr Bublik (primo turno)

## Qualificati
1. Fábián Marozsán
2. Corentin Moutet
3. Daniel Altmaier
4. Mariano Navone

1. Bu Yunchaokete
2. Camilo Ugo Carabelli
3. Dušan Lajović

## Tabellone

### Legenda
| - Q = Qualificato - WC = Wild card - LL = Lucky loser | - ALT = Alternate - SE = Special Exempt - PR = Protected Ranking | - w/o = Walkover - r = Ritirato - d = Squalificato |

### Sezione 1
|  | Primo turno | Primo turno     | Primo turno     | Primo turno | Primo turno |  |  | Ultimo turno | Ultimo turno    | Ultimo turno    | Ultimo turno | Ultimo turno |  |
|  |             |                 |                 |             |             |  |  |              |                 |                 |              |              |  |
|  | 1           | Zizou Bergs     | Zizou Bergs     | 2           | 65          |  |  |              |                 |                 |              |              |  |
|  |             | Fábián Marozsán | Fábián Marozsán | 6           | 7           |  |  |              | Fábián Marozsán | Fábián Marozsán | 6            | 6            |  |
|  |             | Cameron Norrie  | 4               | 6           | 3           |  |  | 9            | Mattia Bellucci | Mattia Bellucci | 1            | 2            |  |
|  | 9           | Mattia Bellucci | 6               | 2           | 6           |  |  |              |                 |                 |              |              |  |

### Sezione 2
|  | Primo turno | Primo turno      | Primo turno | Primo turno | Primo turno |  |  | Ultimo turno | Ultimo turno    | Ultimo turno | Ultimo turno | Ultimo turno |  |
|  |             |                  |             |             |             |  |  |              |                 |              |              |              |  |
|  | 2           | David Goffin     | 7           | 4           | 6           |  |  |              |                 |              |              |              |  |
|  | Alt         | Yannick Hanfmann | 5           | 6           | 4           |  |  | 2            | David Goffin    | 6            | 64           | 5            |  |
|  |             | Gabriel Diallo   | 7           | 4           | 4           |  |  | 12           | Corentin Moutet | 2            | 7            | 7            |  |
|  | 12          | Corentin Moutet  | 5           | 6           | 6           |  |  |              |                 |              |              |              |  |

### Sezione 3
|  | Primo turno | Primo turno           | Primo turno | Primo turno | Primo turno |  |  | Ultimo turno | Ultimo turno          | Ultimo turno          | Ultimo turno | Ultimo turno |  |
|  |             |                       |             |             |             |  |  |              |                       |                       |              |              |  |
|  | 3           | Jaume Munar           | 5           | 6           | 5           |  |  |              |                       |                       |              |              |  |
|  |             | Daniel Altmaier       | 7           | 3           | 7           |  |  |              | Daniel Altmaier       | Daniel Altmaier       | 7            | 6            |  |
|  | WC          | Pierre-Hugues Herbert | 4           | 6           | 6           |  |  | WC           | Pierre-Hugues Herbert | Pierre-Hugues Herbert | 63           | 3            |  |
|  | 13          | Aleksandar Vukic      | 6           | 2           | 3           |  |  |              |                       |                       |              |              |  |

### Sezione 4
|  | Primo turno | Primo turno        | Primo turno        | Primo turno | Primo turno |  |  | Ultimo turno | Ultimo turno       | Ultimo turno | Ultimo turno | Ultimo turno |  |
|  |             |                    |                    |             |             |  |  |              |                    |              |              |              |  |
|  | 4           | Mariano Navone     | Mariano Navone     | 6           | 6           |  |  |              |                    |              |              |              |  |
|  | Alt         | Tseng Chun-hsin    | Tseng Chun-hsin    | 3           | 1           |  |  | 4            | Mariano Navone     | 6            | 65           | 6            |  |
|  |             | Luca Nardi         | Luca Nardi         | 4           | 4           |  |  | 11           | Arthur Rinderknech | 0            | 7            | 1            |  |
|  | 11          | Arthur Rinderknech | Arthur Rinderknech | 6           | 6           |  |  |              |                    |              |              |              |  |

### Sezione 5
|  | Primo turno | Primo turno          | Primo turno         | Primo turno | Primo turno |  |  | Ultimo turno | Ultimo turno         | Ultimo turno         | Ultimo turno | Ultimo turno |  |
|  |             |                      |                     |             |             |  |  |              |                      |                      |              |              |  |
|  | 5           | Benjamin Bonzi       | 4                   | 6           | 3           |  |  |              |                      |                      |              |              |  |
|  | WC          | Albert Ramos Viñolas | 6                   | 0           | 6           |  |  | WC           | Albert Ramos Viñolas | Albert Ramos Viñolas | 4            | 4            |  |
|  | WC          | Nicolai Budkov Kjær  | Nicolai Budkov Kjær | 3           | 1           |  |  | 8            | Bu Yunchaokete       | Bu Yunchaokete       | 6            | 6            |  |
|  | 8           | Bu Yunchaokete       | Bu Yunchaokete      | 6           | 6           |  |  |              |                      |                      |              |              |  |

### Sezione 6
|  | Primo turno | Primo turno          | Primo turno          | Primo turno | Primo turno |  |  | Ultimo turno | Ultimo turno         | Ultimo turno         | Ultimo turno | Ultimo turno |  |
|  |             |                      |                      |             |             |  |  |              |                      |                      |              |              |  |
|  | 6           | Camilo Ugo Carabelli | Camilo Ugo Carabelli | 6           | 6           |  |  |              |                      |                      |              |              |  |
|  | Alt         | Hugo Gaston          | Hugo Gaston          | 4           | 0           |  |  | 6            | Camilo Ugo Carabelli | Camilo Ugo Carabelli | 7            | 6            |  |
|  | Alt/PR      | Borna Gojo           | Borna Gojo           | 4           | 4           |  |  | 10           | Hamad Međedović      | Hamad Međedović      | 5            | 4            |  |
|  | 10          | Hamad Međedović      | Hamad Međedović      | 6           | 6           |  |  |              |                      |                      |              |              |  |

### Sezione 7
|  | Primo turno | Primo turno        | Primo turno        | Primo turno | Primo turno |  |  | Ultimo turno | Ultimo turno  | Ultimo turno  | Ultimo turno | Ultimo turno |  |
|  |             |                    |                    |             |             |  |  |              |               |               |              |              |  |
|  | 7           | Francisco Comesaña | Francisco Comesaña | 4           | 4           |  |  |              |               |               |              |              |  |
|  |             | Laslo Đere         | Laslo Đere         | 6           | 6           |  |  |              | Laslo Đere    | Laslo Đere    | 4            | 2            |  |
|  | WC          | Dušan Lajović      | 6                  | 65          | 6           |  |  | WC           | Dušan Lajović | Dušan Lajović | 6            | 6            |  |
|  | 14          | Aleksandr Bublik   | 2                  | 7           | 0           |  |  |              |               |               |              |              |  |